# NGC 6302
NGC 6302 (również Sharpless 6, Mgławica Robak) – bipolarna mgławica planetarna znajdująca się w konstelacji Skorpiona. Została prawdopodobnie zaobserwowana po raz pierwszy przez Jamesa Dunlopa w 1826 roku, jednak jej odkrycie w 1880 roku przypisano Edwardowi Barnardowi. Mgławica ta znajduje się w odległości około 4000 lat świetlnych od Ziemi. Jest to jedna z najjaśniejszych mgławic planetarnych naszego nieba.
Mgławica NGC 6302 powstała w wyniku gwałtownego wyrzutu gazu przez umierającą gwiazdę centralną. Gwiazda ta ma wyjątkowo wysoką temperaturę powierzchni szacowaną na 250 000 K. Jest ona ukryta przed bezpośrednią obserwacją za gęstym kokonem pyłu, lecz dobrze widoczna w ultrafiolecie. Materia gwiazdowa mgławicy jest rozświetlana przez energię gwiazdy. Gwiazda centralna odrzuciła ciemny pierścień materii około 10 000 lat temu. Przy tak długim wieku mgławica powinna zostać zniszczona przez ultrafioletowe promieniowanie gwiazdy. Przyczyna dlaczego tak się nie dzieje, pozostaje nieznana. Również skład materii tej mgławicy jest zaskakujący. W NGC 6302 potwierdzono istnienie lodu, jak również węglowodorów i żelaza, ale nie znaleziono dowodów na istnienie wody w stanie ciekłym.
Mgławica jest ulokowana w pobliżu gwiazd Lambda i Ypsilon Scorpii. W dużym amatorskim teleskopie wygląda trochę jak mała niebieska mrówka. Natomiast w 20-centymetrowym teleskopie można dostrzec niewielki wydłużony korpus i kilka szczegółów, które można porównać do odnóży. 